# Kúty (Polsko)
Kúty (polsky Kęty, německy Kenty, Liebenwerde) je město v Polsku v Malopolském vojvodství v okrese Osvětim, ležící na břehu řeky Soły. Z hlediska kulturně-geografického se řadí k Malopolsku, resp. Západní Haliči. Žije zde přibližně 18 tisíc obyvatel.

## Historie
První písemné zmínky o Kútach (Canthi) pocházejí z roku 1242. V době vzniku osady probíhal v Polsku proces feudálního rozdrobení. Pravděpodobně už vrchní polský kníže Kazimír II. Spravedlivý (seniorátní kníže) daroval tuto území svému bratranci a vazalovi Měškovi, knížeti ratibořskému. Před rokem 1277 opolský kníže Vladislav I. nadal Kúty městskými právy. Feudální rozdrobení Polska nabíralo tempo, takže v roce 1280/1282 došlo k rozpadu opolského knížectví a město Kúty se stalo roku 1290 součástí nově vzniklého Těšínského knížectví.
V roce 1315 došlo k dalšímu dělení a vzniklo Osvětimské knížectví. V roce 1327 se kníže Jan I. stal vazalem českého krále Jana Lucemburského a Osvětimsko ze Kútyem lénem Českého království. Z roku 1368 pocházejí zmínky o Libinwerde. V roce 1454 kníže Jan IV. složil vazalskou přísahu polskému králi Kazimíru IV. O 3 roky později Jan IV. prodal knížectví Polské koruně. Až do roku 1564 mělo Osvětimsko v rámci Polska autonomní status, poté jako slezský okres bylo součástí Malopolského vojvodství.
V roce 1772, během prvního dělení Polska, Kúty zabrala Habsburská monarchie. Po první světové válce se Kúty staly opět součástí obnoveného Polska. Po německé invazi do Polska v 1939 roce bylo město okupanty připojeno bezprostředně k Říši. Po porážce Německa (Kúty byla osvobozena sovětskými vojsky) byla obnovena polská správa.